# Wunderlichioideae
Wunderlichioideae, potporodica glavočika. Sastoji se od 4 roda unutar jednog tribusa, a ime je dobila po rodu Wunderlichia. Svi rodovi su iz Južne Amerike. 
Tribus Hyalideae Panero, prema nekima također pripda ovoj potporodici, dok po drugima pripada potporodici Stifftioideae.

## Rodovi
1. Subfamilia Wunderlichioideae Panero & V.A.Funk
  1. Tribus Wunderlichieae Panero & V.A.Funk
    1. Wunderlichia Riedel ex Benth. & Hook.fil. (6 spp.)
    2. Chimantaea Maguire, Steyerm. & Wurdack (9 spp.)
    3. Stomatochaeta (S.F.Blake) Maguire & Wurdack (6 spp.)
    4. Stenopadus S.F.Blake (15 spp.)